# Малая Черепаха (река)
Малая Черепаха — малая река, протекающая через Таганрог и впадающая в Азовское море.

## О реке
Русло Малой Черепахи располагается в одноимённой балке. Длина Малой Черепахи — 3 километра. Малая Черепаха впадает в Азовское море в районе Таганрогского кожевенного завода, протекая через его территорию.
Большая часть балки засыпана, по дну проложен ливнесточный коллектор. Коллектор в районе маневровых путей старого железнодорожного вокзала — высотой около 2 метров, выполнен из старинного ракушечника. Отдельная часть коллектора выполнена из труб диаметром до 2 метров.

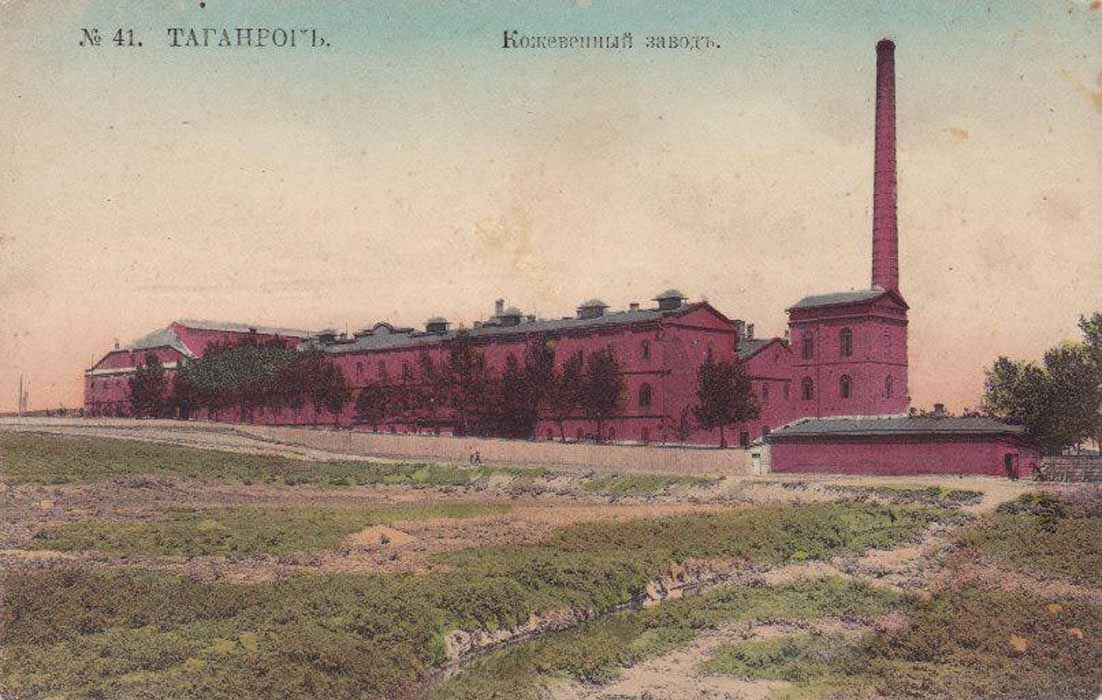
Корпуса Кожевенного завода, конец XIX века. На переднем плане видна речка Малая Черепаха

Русло балки Малая Черепаха заилено, склоны размыты и покрыты бытовым мусором. Слой ила на дне реки достигает более 4 метров.
По данным мониторинга качества вод в 2005 году воды Малой Черепахи содержали превышение по аммонию (до 1,4 ПДК), нитритам (до 47,8 ПДК), фосфатам (до 1,7 ПДК), марганцу (до 6,3 ПДК), железу (до 2,4 ПДК), нефтепродуктам (до 3,2 ПДК), никелю (до 2,3 ПДК), ванадию (до 18,9 ПДК), молибдену (до 8 ПДК). Соответственно столь же сильно загрязнены тяжелыми металлами и донные отложения.
Вдоль открытого участка русла Малой Черепахи в районе Таганрога выделяют территории, подверженные подтоплениям и заболачиванию: ул. Октябрьская, ул. Социалистическая.
В феврале 2015 года стало известно об инициативе студентов Таганрогского колледжа морского приборостроения, участников и кураторов международной программы студенческих проектов Enactus, выступивших с идеей очистить русло реки Малая Черепаха.
В октябре 2015 года по инициативе министерства природы Ростовской области учащимися Таганрогского профтехучилища № 2 был проведён субботник по очистке русла от мусора. В очистке балки участвовало около 60 человек, с места уборки было вывезено четыре грузовика всевозможного хлама.